# Elegant Angel
Elegant Angel Productions — порностудия, находящаяся в Canoga Park, Калифорния и принадлежащая Патрику Коллинсу. Компания считается одним из первых пионеров гонзо-порнографии, и её фильмы получили множество наград.

## История
Elegant Angel (EA) была основана в 1990 году Патриком Коллинзом в партнерстве с создателем фильмов для взрослых Джоном Стаглиано как дочерняя принадлежащей Стаглиано Evil Angel Video.
Два лейбла вскоре стали пионерами гонзо-порнографии, наряду с другими продюсерами, такими как Родни Мур и Эд Пауэрс. В конце 1980-х годов Стаглиано был первым в жанре гонзо.
В 1996 году Коллинз придал Elegant Angel статус отдельной компании, а в 1998 году разорвал всякое сотрудничество с Evil Angel. Его уход от Evil Angel был назван «менее дружным», и он и Стаглиано, по-видимому, «бывшие друзья». В то время Коллинз заявил, что Стаглиано «не может вести бизнес и провалится без него». Согласно Стальяно, «Патрик — хулиган», «и он не выполнял свою работу должным образом», «я должен был уволить его много лет назад».
27 мая 1997 года сотрудник Elegant Angel Израиль Чапа Гонсалес застрелил полицейского Глендейла Чарльза А. Лазаретто и ранил двух других на складе компании в Чатсуорте.

## Фильмы
Elegant Angel выпустил несколько многомиллионных сериалов, в том числе Buttwoman, Big Wet Asses, Cumback Pussy и Sodomania. Несколько фильмов EA были включены в книгу AVN Top 500 Greatest Films.

## Актрисы
Некоторые актрисы, получившие награды в фильмах EA: Цитерия, Флауэр Туччи, Брианна Лав, Джада Файер и Алексис Тексас. Английская звезда Ники Стерлинг появилась в некоторых первых фильмах компании. Актриса Джианна Майклз также появилась в своей первой сцене анального секса в постановке Elegant Angel.
Тиана Линн снялась в Cum Rain Cum Shine в 2004 году. Затем она начала работать в компании за кулисами, в качестве администратора и в сфере связей с общественностью. Линн прекратила выступать в феврале 2006 года, чтобы работать в отделе продаж Elegant Angels полный рабочий день.

## Премии
Ниже приведены некоторые из главных премий, выигранных студией.
- 1996 AVN Award - 'Best Vignette Release' for Sodomania 12 [11]
- 1997 AVN Award - Best Amateur Series - Filthy First Timers [11]
- 1997 AVN Award - 'Best Vignette Release' for Sodomania 16 [11]
- 1998 AVN Award - Best Gonzo Series - Cumback Pussy [11]
- 1999 AVN Award - 'Best Vignette Release' for Sodomania 24 [11]
- 2000 AVN Award - 'Best Vignette Release' for Sodomania 28 [11]
- 2000 AVN Award - Best Oral-Themed Series - Blowjob Adventures of Dr. Fellatio"[11]
- 2001 AVN Award - Best Oral-Themed Series - Blowjob Adventures of Dr. Fellatio"[11]
- 2002 AVN Award - Best Ethnic-Themed Release - Freakazoids [11]
- 2003 AVN Award - Best Specialty Release - Big Bust - Heavy Handfuls [11]
- 2003 AVN Award - Best Vignette Release - Mason's Dirty Trixxx [11]
- 2004 AVN Award - Best Specialty Big Bust Release - Heavy Handfuls 2[12]
- 2004 AVN Award - Best Vignette Tape - Mason's Dirty Trixxx 2[12]
- 2004 AVN Award - Best Vignette Release - Mason's Dirty Trixxx 2 [11]
- 2005 AVN Award - Best Vignette Series - Sodomania[8]
- 2005 AVN Award - Best Anal-Themed Feature - Big Wet Asses 3[8]
- 2005 AVN Award - Best Specialty Release, Other Genre - Cytherea Iz Squirtwoman[8]
- 2006 AVN Award - Best Specialty Release - Squirting - Flower's Squirt Shower 2[7]
- 2006 AVN Award - Best Oral-Themed Series - Glazed and Confused[7]
- 2006 AVN Award - Best Anal-Themed Series - Big Wet Asses[7]
- 2007 AVN Award - Best Anal-Themed Series - Big Wet Asses[11]
- 2007 AVN Award - Best Specialty Release - Squirting - Flower's Squirt Shower 3 [11]
- 2007 AVN Award - Best Specialty Series - Squirting - Flower's Squirt Shower [11]
- 2008 AVN Award - Best Anal-Themed Series - Big Wet Asses [13]
- 2008 AVN Award - Best Gonzo Release - Brianna Love Is Buttwoman [13]
- 2008 AVN Award - Best MILF Release - It's a Mommy Thing [13]
- 2008 AVN Award - Best Squirting Release - Flower's Squirt Shower 4 [13]
- 2008 AVN Award - Best Squirting Series - Jada Fire Is Squirtwoman [13]
- 2008 Empire Award - Best Overall Studio - Elegant Angel [14]
- 2008 Empire Award - Best All-Sex DVD  - Alexis Texas is Buttwoman [14]
- 2009 AVN Award - Best All-Sex Release - Alexis Texas is Buttwoman [15]
- 2009 AVN Award - Best Big Bust Series - Big Wet Tits [15]
- 2009 AVN Award - Best Big Butt Release - Big Wet Asses 13 [15]
- 2009 AVN Award - Best Big Butt Series - Big Wet Asses [15]
- 2009 AVN Award - Best Solo Release - All By Myself 3 [15]
- 2009 AVN Award - Best Squirting Release - Jada Fire is Squirtwoman 3 [15]
- 2009 AVN Award - Best Squirting Series - Jada Fire Is Squirtwoman [15]
- 2009 AVN Award - Best Young Girl Series - It's a Daddy Thing [15]
- 2009 XRCO Award - Best Gonzo Movie - Alexis Texas is Buttwoman [16]
- 2009 XRCO Award - Best Gonzo Series - Big Wet Asses [16]
- 2009 XBIZ Award - Gonzo Release of the Year - Performers of the Year [17]
- 2010 XBIZ Award - Gonzo Movie of the Year - Tori Black Is Pretty Filthy [18]
- 2010 XBIZ Award - Gonzo Release - Pornstar Workout [18]
- 2011 XBIZ Award - Gonzo Studio of the Year [18]
- 2011 XBIZ Award - Gonzo Series of the Year - Big Wet Asses [18]
- 2011 XBIZ Award - Gonzo Release - Pornstar Workout [18]
- 2012 XBIZ Award - Studio of the Year [19]
- 2012 XBIZ Award - Feature Movie of the Year - Portrait of a Call Girl [19]
- 2012 XBIZ Award - Gonzo Release of the Year - Asa Akira Is Insatiable 2[19]
- 2012 XBIZ Award - All-Sex Release of the Year - Performers of the Year 2011[19]
- 2013 XBIZ Award Nominee - 'Studio of the Year', 'Feature Movie of the Year' for Wasteland, 'Gonzo Release of the Year' for Big Wet Asses 20, Jada Stevens is Buttwoman and Lexi; also 'Gonzo Series of the Year' for Big Wet Asses and Bombshells.  Additional nominations include: 'All-Sex Release of the Year' for Asa Akira is Insatiable 3, Best New Starlets 2012, Bombshells 4 and Dani Daniels: Dare; also, 'All-Sex Series of the Year' for Anal Fanatic and Massive Asses; 'All-Girl Release of the Year' for Lush 2[20]
- 2013 XBIZ Award - Feature Movie of the Year - Wasteland[21]
- 2013 XBIZ Award - Gonzo Release of the Year - Lexi[21]
- 2013 XBIZ Award - All-Black Series of the Year - Club Elite[21]
- 2014 XBIZ Award - Gonzo Release of the Year - Skin[22]
- 2017 XBIZ Award - All-Black Release of the Year - Big Black Wet Asses 14[23]
- 2017 DVDEROTIK Award - Lesbian Release of the Year - Squirt Gangbang 5 [24]